# Francis Bell
Francis Bell (n. Cambridge, Inglaterra, UK; 18 de abril de 1944 - f. Auckland, Nueva Zelanda; mayo de 1994)  fue un actor británico de cine, teatro y televisión.

## Biografía
Bell fue un gran actor británico nacido en Inglaterra que alcanzó la fama internacional en el papel del personaje original de «Max Ramsay» en los primeros años de la popular telenovela australiana, Neighbours. Durante su carrera también actuó en varias series australianas como The Sullivans y Sons and Daughters. En su cinematografía constan un total de 15 películas desde 1976 hasta su muerte.

## Carrera

### Filmografía
- 1983: Who Killed Baby Azaria? ................. Des Sturgess
- 1987: Bushfire Moon  ................... Sharkey
- 1989: Against the Innocent ...............  Brigadier de Bondage
- 1991: The End of the Golden Weather ..............  Sr. Hierros
- 1992: Absent Without Leave  ............... Paddy
- 1992: The Sound and the Silence ............. Thomas Watson
- 1992: Alexander Graham Bell: The Sound and the Silence
- 1994: Hércules: The Legendary Journeys - Hercules and the Lost Kingdom

### Televisión
- The Sullivans (1976) ............... Billy Brinkley
- Sons and Daughters (1982) ............ Malcolm Crosby
- Five Mile Creek (1983) ............ Toby
- Anzacs (1985) ................. Elliott 'Pompey'
- Glass Babies (1985) .............. Radiólogo
- Rubbery Figures (1986) ................ Personajes Varios (voz)
- Neighbours (1985-1986) ................ Max Ramsay
- Homeward Bound(1992) .................. Bob Johnstone
- Mrs. Piggle-Wiggle (1994)

## Suicidio
Francis Bell se suicidó en mayo de 1994 al arrojarse al vació desde un edificio en Auckland, New Zealand. Se encontraba agobiado por la depresión y la enfermedad. Tenía 50 años.